# 等着你
是2016年上映的韩国驚悚片，由《我们的社区》的编剧毛宏镇（모홍진）执导，沈恩京、尹济文、金盛吳主演。

## 劇情概要
熙珠在年幼時，父親被殺人狂起範殺害，失去父親的她由父親的同事大英扶養長大。多年後殺人狂假釋出獄，當時為女孩的熙珠已長成少女，終於等到殺父兇手出獄的她，天真無邪的少女終於成為冷酷無情的復仇天使，將展開最決裂而無法回頭的復仇手段追捕殺人犯；然而在此同時，社會上又再度發生和當年起範作案手法一樣的殺人事件，而兇手行蹤再度成謎。

## 演員陣容
- 沈恩敬 飾演 南熙珠，年幼時失去父親的少女。
- 尹濟文 飾演 金大英，警察。
- 金盛吳 飾演 金基范，殺死熙珠父親的殺人狂。
- 吳泰京 飾演 民秀
- 鄭海均 飾演 劉刑警，警察。
- 安宰弘 飾演 車刑警，警察。
- 金元海 飾演 班科長
- 鄭燦勳（정찬훈）飾演 南班長
- 韓抒縝 飾演 童年時期的熙珠
- 李甲先 飾演 李刑警，警察。
- 朱富珍（주부진）飾演 金大英的母親
- 安世浩 飾演 PC房老闆
- 嚴志滿 飾演 遺屬
- 朴大圭 飾演 遺屬
- 金恩洙 飾演 重案組刑警
- 孫敬元 飾演 重案組刑警
- 李知碩 飾演 自衛隊隊員
- 金曙羅 飾演 熙珠媽媽（特別出演）
- 池大漢 飾演 熙珠媽媽再婚的丈夫（特別出演）
- 金洪發 飾演 警察署長（特別出演）

## 奖项荣誉
| 年份   | 颁奖礼           | 奖项         | 入围者 | 结果 | 参考        |
| ------ | ---------------- | ------------ | ------ | ---- | ----------- |
| 2016年 | 第53届大鐘獎     | 最佳女主角   | 沈恩敬 | 提名 | [ 7 ] [ 8 ] |
| 2016年 | 第53届大鐘獎     | 最佳新人导演 | 毛宏镇 | 提名 | [ 7 ] [ 8 ] |
| 2016年 | 第36届黄金摄影奖 | 摄影奖       | 崔尚浩 | 银奖 | [ 9 ]       |

## 外部連結
- 韩国电影数据库（KMDb）上《等着你》的資料
- 互联网电影数据库（IMDb）上《等着你》的资料（英文）
- 豆瓣电影上《等着你》的資料 （简体中文）
- 《等着你》在HanCinema的页面（英文）
- Box Office Mojo上《等着你》的资料（英文）